# آندره هانسن
آندره هانسن (انگلیسی: André Hansen؛ زادهٔ ۱۷ دسامبر ۱۹۸۹) بازیکن فوتبال اهل نروژ است.
از باشگاه‌هایی که در آن بازی کرده‌است می‌توان به باشگاه فوتبال اود، باشگاه فوتبال روزنبورگ، و باشگاه فوتبال لیلستروم اشاره کرد.
وی همچنین در تیم‌های ملی فوتبال زیر ۲۱ سال نروژ، Norway national under-23 football team، و نروژ بازی کرده‌است.